# Baltazaria servilis
Baltazaria servilis is een insect dat behoort tot de orde vliesvleugeligen (Hymenoptera) en de familie van de gewone sluipwespen (Ichneumonidae). De wetenschappelijke naam van de soort werd in 1874 gepubliceerd door Cresson.